# In Between Days
"In Between Days" (às vezes listada como "Inbetween Days" ou "In-Between Days") é uma canção da banda de rock inglesa The Cure, lançada em julho de 1985 como o primeiro single do sexto álbum de estúdio da banda, The Head on the Door. 
No Reino Unido, foi o nono single da banda nas paradas e o quarto hit de Top 20 consecutivo; enquanto nos Estados Unidos foi o primeiro single da banda a alcançar o Hot 100, alcançando a 99ª posição.
A canção foi incluída na trilha sonora internacional do remake de "Selva de Pedra", exibido pela TV Globo em 1986.

## Faixas

### Vinil de 7 polegadas (Reino Unido)
1. "In Between Days"
2. "The Exploding Boy"

### Vinil de 12 polegadas (Reino Unido)
1. "In Between Days"
2. "The Exploding Boy"
3. "A Few Hours After This"

### Vinil de 7 polegadas (Estados Unidos)
1. "In Between Days"
2. "Stop Dead"

### Vinil de 12 polegadas (Estados Unidos e Canadá)
1. "In Between Days"
2. "In Between Days" (versão estendida)
3. "Stop Dead"